# Abdo Khal
Abdo Khal, noto anche come Abduh Khal (in arabo عبده خال‎?; Mijannah, 3 agosto 1962), è uno scrittore saudita.

## Biografia
Nato a Mijannah nel 1962, ha studiato scienza politiche all'Università King Abdel Al Aziz di Gedda.
Ha iniziato a scrivere da giovanissimo e, dopo un periodo nel quale si è dedicato all'omiletica, è diventato scrittore a tempo pieno e ha pubblicato numerosi romanzi e raccolte di racconti ed è stato tradotto in Europa.
Nel 2010 è stato insignito dell'International Prize for Arabic Fiction grazie a Le scintille dell'inferno, romanzo satirico che, come le altre opere dell'autore, non è stato pubblicato in Arabia Saudita a causa, secondo Khal, dei temi trattati: sesso, politica e religione.

## Opere tradotte in italiano

### Romanzi
- Le scintille dell'inferno (Tarmi bi-sharrar, 2009), Roma, Atmosphere libri, 2016 traduzione di Federica Pistono ISBN 978-88-6564-185-9.

## Premi e riconoscimenti
- International Prize for Arabic Fiction: 2010 vincitore con Le scintille dell'inferno